# 马来西亚友好城市或姐妹城市列表
此列表列出马来西亚的友好城市或姐妹城市。

## 柔佛州

### 新山
中国常州
 中国汕头
 中国深圳
 马来西亚古晋
 菲律賓哥打巴托市
 土耳其伊斯坦布尔

## 吉打州

### 浮罗交怡
伊朗基什岛

## 吉兰丹州

### 哥打峇鲁
日本笠岡市

## 巴生谷（雪隆）

### 吉隆坡
印度清奈
 伊朗伊斯法罕
 伊朗马什哈德
 伊朗设拉子
 日本大阪
 马来西亚马六甲市
 巴基斯坦卡拉奇
 土耳其安卡拉
 阿联酋迪拜

### 灵市
中国广州
 印度尼西亞万隆
 日本三次市
 牙山市

### 莎亚南
印度尼西亞泗水
 河南

### 巴生市
中国乌鲁木齐
 中国永州

## 纳闽
中国咸宁市

## 马六甲州

### 马六甲市
智利瓦尔帕莱索
 中国长沙
 中国广东省
 中国海口市
 中国南京市
 印度尼西亞雅加达老城
 印度尼西亞巴東班讓
 印度尼西亞沙哇倫多
 日本雾岛市
 马来西亚吉隆坡
 荷蘭荷恩
 葡萄牙里斯本

## 森美兰州

### 芙蓉
印度尼西亞武吉丁宜

## 彭亨州

### 关丹
中国钦州市

## 槟城州
日本神奈川縣

### 槟岛（乔治市）
阿德莱德市
 中国厦门市
 中国西安市
 法國阿爾勒
 印度尼西亞棉兰
 泰國曼谷
 泰國普吉市

### 威省
弗里曼特爾
 日本横滨市
 光州市
 首尔市

## 霹雳州

### 怡保
中国南宁市
 中国温州市
 日本福冈市

### 安顺
马来西亚柔佛州麻坡

## 沙巴

### 亚庇
洛金汉市
 中国杭州市
 中国河源市
 中国江门市
 中国武汉市
 中国张家港市
 俄羅斯符拉迪沃斯托克
 丽水市
 龙仁市
 泰國叻丕府
 美国波特兰

### 山打根
宝活 (新南威尔士州)
 菲律賓三宝颜

### 斗湖
中国漳平市
 印度尼西亞巴里巴里

## 砂拉越

### 古晋
古晋北市市政局
 中国大理白族自治州
 印度尼西亞坤甸
 马来西亚新山市
 沙烏地阿拉伯吉达
古晋南市市政厅
 中国昆明市
 中国湛江市
 中国镇江市
 中国泉州市
（县级市/区）
 中国崇州市
 中国东城区 (北京市)
 九老区
巴达旺市议会
 中国烟台市
 中国黄石市

### 美里
中国广宁县
 臺灣花莲市
 菲律賓拉特立尼达(本格特省)

### 诗巫
中国

| 福州十邑 福州市 鼓楼区 福清市 闽清县 屏南县 古田县 | 福建省 宁德市 莆田市 武夷山市 南平县 | 廣東省 广宁县 安徽省 亳州市 四川省 金堂县 河南省 濮阳县 河北省 清河县 |

 美国威彻斯特镇(俄亥俄州)

### 巴旺长屋（英语：Uma Bawang）
美国伯克利

## 登嘉楼州

### 瓜登
印度尼西亞望加錫